# Unteres Rhinluch - Dreetzer See Ergänzung
Unteres Rhinluch - Dreetzer See Ergänzung este o arie protejată (arie specială de conservare — SAC, sit de importanță comunitară — SCI) din Germania întinsă pe o suprafață de 226,73 ha, integral pe uscat.

## Localizare
Centrul sitului Unteres Rhinluch - Dreetzer See Ergänzung este situat la coordonatele 52°48′02″N 12°40′34″E / 52.8006°N 12.6761°E.

## Înființare
Situl Unteres Rhinluch - Dreetzer See Ergänzung a fost declarat sit de importanță comunitară în martie 2004 pentru a proteja 7 specii de animale. Situl a fost protejat și ca arie specială de conservare în februarie 2017.

## Biodiversitate
Situată în ecoregiunea continentală, aria protejată conține 3 habitate naturale: Cursuri de apă de la nivel de câmpie la nivel montan, cu vegetație Ranunculion fluitantis și Callitricho-Batrachion, Liziere de ierburi înalte hidrofile de câmpie și de nivel montan până la alpin, Păduri aluvionare cu Alnus glutinosa și Fraxinus excelsior (Alno-Padion, Alnion incanae, Salicion albae).
La baza desemnării sitului se află mai multe specii protejate:
- păsări (3): lăcar mare (Acrocephalus arundinaceus), pescăruș albastru (Alcedo atthis), lăstun de mal (Riparia riparia)
- mamifere (2): castor (Castor fiber), vidră de râu (Lutra lutra)
- pești (2): avat (Aspius aspius), țipar (Misgurnus fossilis)

Pe lângă speciile protejate, pe teritoriul sitului au mai fost identificate 1 specie de plante, 1 specie de amfibieni, 3 specii de nevertebrate.